# Adolf II Holsztyński
Adolf II Holsztyński (ur. 1128, zm. 6 lipca 1164 w pobliżu Dymina) – hrabia szauenburski i holsztyński, syn hrabiego Adolfa I z Schaumburgów.
Był władcą Holsztynu w latach 1131–1164.
Po zajęciu słowiańskiej Wagrii w 1143 wydał decyzję o utworzeniu niemieckiego miasta Lubeki w okolicach słowiańskiej Starej Lubeki.